# Liste d'œuvres d'art public dans l'Allier
Cet article vise à recenser les œuvres d'art dans l'espace public dans le département de l'Allier, en France.

## Liste
Les œuvres sont classées par ordre alphabétique de communes et, au sein de celles-ci, par ordre chronologique d'installation, dans la mesure des informations disponibles.

### Sculptures
| Œuvre                                                                       | Auteur                                | Commune                   | Localisation                                                                    | Notes | Installation | Coordonnées                      | Illustration |
| --------------------------------------------------------------------------- | ------------------------------------- | ------------------------- | ------------------------------------------------------------------------------- | --- | ------------ | -------------------------------- | --- |
| Buste de Jean-Baptiste Burlot                                               | Pierre Fournier des Corats            | Bellerive-sur-Allier      | Sur la place Jean-Baptiste Burlot                                               | | À déterminer | à géolocaliser                   | Image manquante |
| Buste de Pierre Coulon                                                      | À déterminer                          | Bellerive-sur-Allier      | À l'entrée du parc omnisports                                                   | Représente Pierre Coulon. | 1969         | à géolocaliser                   | Buste de Pierre Coulon |
| Buste d'Achille Allier,                                                     | Auguste Préault                       | Bourbon-l'Archambault     | Sur la place de l'Église, à côté de l'église Saint-Georges                      | Représente Achille Allier. Classé MH (1918). | 1839         | à géolocaliser                   | Buste d'Achille Allier« Monument à Achille Allier à Bourbon-l'Archambault », sur À nos grands hommes,« Monument à Achille Allier à Bourbon-l'Archambault », sur e-monumen |
| La Bourbonnaise                                                             | Martin de Louve et Antoine Binnendyck | Château-sur-Allier        | À déterminer                                                                    | | À déterminer | à géolocaliser                   | Image manquante |
| Le Forgeron,                                                                | Paul Silvestre                        | Commentry                 | Sur la place Martenot                                                           | Classé MH (1991). | 1939         | 46° 17′ 15″ nord, 2° 44′ 39″ est | Le Forgeron |
| Buste de Christophe Thivrier,                                               | Félix-Alexandre Desruelles            | Commentry                 | Intersection de la rue Jean-Jaurès et de la rue Pierre-Semard                   | Représente Christophe Thivrier. Érigé avenue Marx-Dormoy en 1932. | À déterminer | à géolocaliser                   | Buste de Christophe Thivrier« Monument à Christophe Thivrier 1er maire socialiste du monde à Commentry », sur À nos grands hommes,« Monument à Christophe Thivrier à Commentry », sur e-monumen |
| Le Grand Paysan                                                             | Jules Dalou                           | Commentry                 | Sur la place du Vieux-Bourg, devant l'église                                    | Classé MH (1991). | À déterminer | à géolocaliser                   | Image manquante |
| Les Présents de la Terre                                                    | Pierre Traverse                       | Commentry                 | Promenade de l'avenue des Pégauds                                               | Classé MH (1991). | 1930         | à géolocaliser                   | Les Présents de la Terre« Les Présents de la Terre à Commentry », sur À nos grands hommes |
| Libellule géante                                                            | Alain Bourgeon                        | Commentry                 | Sur le rond-Point de l'avenue du Président Allende                              | Représente une Meganeura. | 2007         | à géolocaliser                   | Libellule géante |
| Statue de la République                                                     | Gustave Michel                        | Cusset                    | Sur la place du Centenaire                                                      | | 1889         | à géolocaliser                   | Statue de la République« La République à Cusset », sur À nos grands hommes |
| Buste de Saturnin Arloing                                                   | Paul Richer                           | Cusset                    | Cours Tracy                                                                     | Représente Saturnin Arloing. L'original de 1921 est fondu en 1942, dans le cadre de la mobilisation des métaux non ferreux. | 1955         | à géolocaliser                   | Buste de Saturnin Arloing« Monument au docteur Saturnin Arloing à Cusset », sur À nos grands hommes |
| Enfant à la cruche                                                          | À déterminer                          | Domérat                   | Rue Marcel-Cachin, à côté de la médiathèque                                     | Érigé en 1889 devant la mairie. Volé en 1989. | 2000         | à géolocaliser                   | Image manquante |
| Buste de la République                                                      | À déterminer                          | Domérat                   | À déterminer                                                                    | | 1889         | à géolocaliser                   | Image manquante |
| Buste d'Amable de Courtais                                                  | À déterminer                          | Doyet                     | À déterminer                                                                    | Représente Amable de Courtais. | À déterminer | à géolocaliser                   | Buste d'Amable de Courtais |
| Buste de Joseph Hennequin,                                                  | Jacques Missé                         | Gannat                    | Rue Joseph Hennequin, devant le collège Joseph Hennequin                        | Représente Joseph Hennequin. Érigé à l'intersection de l'avenue Jean Jaurès et de la rue Saint James en 1971, pour remplacer l'original en bronze réalisé par Jean Coulon en 1895, fondu sous le régime de Vichy, dans le cadre de la mobilisation des métaux non ferreux.                 | 2008         | à géolocaliser                   | Image manquante |
| Buste du docteur Gabriel Delarue,                                           | Jacques Missé                         | Gannat                    | Dans le jardin public, avenue Delarue                                           | Représente Gabriel Delarue. L'original en bronze réalisé par Jean Coulon en 1909 est fondu sous le régime de Vichy, dans le cadre de la mobilisation des métaux non ferreux. L'allégorie de la ville de Gannat (femme tenant un blason et une palme) est conservée au musée Yves-Machelon. | À déterminer | à géolocaliser                   | Image manquante |
| Buste de la République                                                      | Jean-Antoine Injalbert                | Gannat                    | Rue Angélique-Arnaud                                                            | | 1909         | à géolocaliser                   | Image manquante |
| Vierge au raisin                                                            | Wattel                                | Hérisson                  | À déterminer                                                                    | | À déterminer | à géolocaliser                   | Image manquante |
| Statue de Saint Pierre                                                      | À déterminer                          | Montluçon                 | Dans le tympan du portail de l'église Saint-Pierre                              | Représente Pierre. | À déterminer | à géolocaliser                   | Statue de Saint Pierre(en) « Statue de Saint Pierre à Montluçon », sur René et Peter van der Krogt |
| Statue de la Vierge à l'Enfant                                              | Yves Girardeau                        | Montluçon                 | Dans une niche à l'intersection de la rue Grande et de la rue Porte de Bretonni | Représente Marie et Jésus-Christ. | À déterminer | à géolocaliser                   | Statue de la Vierge à l'Enfant(en) « Statue de la Vierge à l'enfant à Montluçon », sur René et Peter van der Krogt |
| Statue de Sainte Anne                                                       | À déterminer                          | Montluçon                 | Dans une niche à l'intersection de la rue Grande et de la rue Sainte-Anne       | Représente Anne. | À déterminer | à géolocaliser                   | Image manquante |
| Statue de Saint Nicolas                                                     | À déterminer                          | Montluçon                 | Sur la façade de l'auberge du Grand Saint-Nicolas                               | Représente Nicolas de Myre. | À déterminer | à géolocaliser                   | Statue de Saint Nicolas(en) « Statue de Saint Nicolas à Montluçon », sur René et Peter van der Krogt |
| Statue de Marx Dormoy                                                       | Hubert Yencesse                       | Montluçon                 | Avenue Marx-Dormoy                                                              | Représente Marx Dormoy. | 1948         | 46° 20′ 21″ nord, 2° 36′ 03″ est | Monument à Marx Dormoy |
| Buste d'André Messager,                                                     | Pierre Fournier des Corats            | Montluçon                 | Dans le jardin Wilson                                                           | Représente André Messager. | 1953         | 46° 20′ 30″ nord, 2° 36′ 20″ est | Buste d'André Messager |
| Le Combat et La Renommée                                                    | Paul Belmondo                         | Montluçon                 | Lycée technique Paul-Constans                                                   | | 1953         | 46° 20′ 07″ nord, 2° 34′ 39″ est | Image manquante |
| Labyrinthe                                                                  | Marta Pan                             | Montluçon                 | Lycée Madame-de-Staël                                                           | | 1973         | 46° 20′ 20″ nord, 2° 36′ 35″ est | Image manquante |
| Statue de Théodore de Banville                                              | Jean Coulon                           | Moulins                   | À déterminer                                                                    | Représente Théodore de Banville. | À déterminer | à géolocaliser                   | Statue de Théodore de Banville |
| Statue d'Hygie                                                              | D'après antique                       | Néris-les-Bains           | Dans le parc des Arènes                                                         | Représente Hygie. Également appelée Femme à l'antique. | À déterminer | à géolocaliser                   | Image manquante |
| Buste de la République                                                      | À déterminer                          | Saint-Nicolas-des-Biefs   | À déterminer                                                                    | | À déterminer | à géolocaliser                   | Buste de la République |
| Statue de la République                                                     | À déterminer                          | Saint-Pourçain-sur-Sioule | Sur la place du Général-de-Gaulle                                               | | À déterminer | à géolocaliser                   | Statue de la République« La République à Saint-Pourcain-sur-Sioule », sur À nos grands hommes |
| Bancs poèmes                                                                | Multiples                             | Souvigny                  | À déterminer                                                                    | | À déterminer | à géolocaliser                   | Image manquante |
| Buste de Marianne                                                           | À déterminer                          | Vallon-en-Sully           | À déterminer                                                                    | | À déterminer | à géolocaliser                   | Image manquante |
| Statue de la République,                                                    | À déterminer                          | Varennes-sur-Allier       | Sur la place du Bicentenaire-de-la-Révolution                                   | Érigée en 1892. Le 5 mars 1921 un jeune homme, devant embrasser la statue à la suite d'un pari, escalade la colonne. Elle bascule sous son poids et la statue originale se brise. | À déterminer | à géolocaliser                   | Image manquante |
| Buste du docteur Sabatier,                                                  | Paul Landowski                        | Varennes-sur-Allier       | Intersection de la route de Créchy et de l'avenue de Lyon                       | | 1934         | à géolocaliser                   | Image manquante |
| Buste d'Eugène Gilbert                                                      | Robert Mermet                         | Vichy                     | Dans le parc des Bourins                                                        | Représente Eugène Gilbert. L'original en bronze réalisé par Georges Dubois en 1920 est fondu sous le régime de Vichy, dans le cadre de la mobilisation des métaux non ferreux. | 1962         | à géolocaliser                   | Buste d'Eugène Gilbert« Monument à Eugène Gilbert à Vichy », sur e-monumen |
| La République protectrice de l'Enfance et de la Vieillesse,                 | Édouard Drouot                        | Vichy                     | Devant la chapelle du centre hospitalier Jacques Lacarin                        | Également appelée la République ou la République charitable. | 1901         | à géolocaliser                   | La République protectrice de l'Enfance et de la Vieillesse« La République, ou la République charitable, ou la République protectrice de l'Enfance et de la Vieillesse à Vichy », sur À nos grands hommes,« La République, ou la République charitable, ou la République protectrice de l'Enfance et de la Vieillesse à Vichy », sur e-monumen |
| Le génie de la République offrant la Paix et la Concorde au monde civilisé, | Jean Coulon                           | Vichy                     | Sur la place de la République                                                   | Érigée en 1904 à quelques mètres de son emplacement actuel. Les quatre allégories féminines assises autour du piédestal, représentant l'Agriculture, le Commerce, l'Industrie et l'Art, sont fondues en 1942, dans le cadre de la mobilisation des métaux non ferreux.                     | 1934         | à géolocaliser                   | Le génie de la République offrant la Paix et la Concorde au monde civilisé« La République à Vichy », sur À nos grands hommes,« La République à Vichy », sur e-monumen |
| Statue d'Albert 1er roi des Belges                                          | Victor Demanet                        | Vichy                     | Dans le square Albert-Ier                                                       | Représente Albert 1er. | 1938         | à géolocaliser                   | Image manquante |
| Nymphe des eaux                                                             | Albert-Ernest Carrier-Belleuse        | Vichy                     | À déterminer                                                                    | | À déterminer | à géolocaliser                   | Nymphe des eaux |
| Buste de Napoléon III                                                       | Copie d'après Jean-Auguste Barre      | Vichy                     | Dans le parc Napoléon                                                           | Représente Napoléon III. | 1991         | à géolocaliser                   | Buste de Napoléon III« Napoléon III à Vichy », sur e-monumen |
| Buste du colonel Aimé Laussedat,                                            | François Sicard                       | Yzeure                    | Dans le parc Laussedat                                                          | Représente Aimé Laussedat. Érigé en 1911 dans le jardin du musée à Moulins. L'allégorie devant le piédestal est fondue sous le régime de Vichy, dans le cadre de la mobilisation des métaux non ferreux.                                                                                   | À déterminer | à géolocaliser                   | Image manquante |

### Monuments pour une bataille ou un événement
| Œuvre                              | Auteur       | Commune | Localisation                                                    | Notes               | Installation | Coordonnées    | Illustration                       |
| ---------------------------------- | ------------ | ------- | --------------------------------------------------------------- | ------------------- | ------------ | -------------- | ---------------------------------- |
| Monument à l'exécution de Jean Zay | À déterminer | Molles  | Dans la faille du Puits du diable, au lieu-dit « les Malavaux » | Commémore Jean Zay. | À déterminer | à géolocaliser | Monument à l'exécution de Jean Zay |

### Fontaines
| Œuvre                            | Auteur                      | Commune                   | Localisation                           | Notes                                    | Installation | Coordonnées                      | Illustration                                                                            |
| -------------------------------- | --------------------------- | ------------------------- | -------------------------------------- | ---------------------------------------- | ------------ | -------------------------------- | --------------------------------------------------------------------------------------- |
| Bassin-fontaine                  | À déterminer                | Commentry                 | À déterminer                           |                                          | À déterminer | à géolocaliser                   | Bassin-fontaine                                                                         |
| Fontaine de Bacchus              | Copie d'après antique       | Domérat                   | Sur la place Bacchus                   | Représente Bacchus.                      | 1889         | à géolocaliser                   | Fontaine de Bacchus« Fontaine de Bacchus à Domérat », sur À nos grands hommes           |
| Fontaine                         | À déterminer                | Mariol                    | Près de l'église                       |                                          | À déterminer | à géolocaliser                   | Fontaine                                                                                |
| Fontaine de la Vierge à l'Enfant | À déterminer                | Montluçon                 | Sur la place de la Fontaine            | Représente Marie et Jésus-Christ.        | À déterminer | 46° 20′ 27″ nord, 2° 36′ 16″ est | Fontaine de la Vierge à l'Enfant                                                        |
| Fontaine de Saincy               | À déterminer                | Moulins                   | Sur la place de l'Allier               |                                          | À déterminer | 46° 33′ 53″ nord, 3° 19′ 52″ est | Fontaine de Saincy                                                                      |
| Fontaine                         | À déterminer                | Moulins                   | Dans la cour centrale de l'hôtel ville |                                          | À déterminer | à géolocaliser                   | Fontaine                                                                                |
| Fontaine                         | À déterminer                | Moulins                   | À côté du musée Anne-de-Beaujeu        |                                          | À déterminer | à géolocaliser                   | Fontaine                                                                                |
| Fontaine de l'Agriculture        | Pierre Fournier des Corats  | Moulins                   | Sur la place de la Liberté             | Érigée sur la place de l'Allier en 1908. | À déterminer | à géolocaliser                   | Image manquante                                                                         |
| Fontaine de Saint-Nicolas        | À déterminer                | Saint-Nicolas-des-Biefs   | À déterminer                           | Représente Nicolas de Myre.              | À déterminer | à géolocaliser                   | Fontaine de Saint-Nicolas                                                               |
| Fontaine                         | À déterminer                | Saint-Pourçain-sur-Sioule | Sur la place du Maréchal Foch          |                                          | À déterminer | à géolocaliser                   | Fontaine                                                                                |
| Fontaine des trois grâces        | Copie d'après Germain Pilon | Vichy                     | Sur la place du Fatitot                |                                          | À déterminer | à géolocaliser                   | Fontaine des trois grâces« Fontaine des trois grâces à Vichy », sur À nos grands hommes |

### Œuvres disparues ou retirées
| Œuvre                       | Auteur             | Commune    | Localisation                                                         | Notes | Installation | Coordonnées    | Illustration    |
| --------------------------- | ------------------ | ---------- | -------------------------------------------------------------------- | --- | ------------ | -------------- | --------------- |
| Fontaine des Veaux          | À déterminer       | Le Veurdre | Sur la place des Armes, renommée place de la Libération par la suite | La fontaine est supprimée en 1954, la statue est placée à l'entrée de l'abattoir. Elle est vendue à un particulier dans les années 1960.                           | 1921         | à géolocaliser | Image manquante |
| Vichy accueillant ses hôtes | Jean-Ossaye Mombur | Vichy      | En face du pont d'Abrest                                             | Également appelé Le Génie des eaux. Érigé en 1895 sur la place de la gare. Fondu sous le régime de Vichy, dans le cadre de la mobilisation des métaux non ferreux. | 1938         | à géolocaliser | Image manquante |